# Olympique Gymnaste Club de Nice 1946-1947
Questa voce raccoglie le informazioni riguardanti l'Olympique Gymnaste Club de Nice nelle competizioni ufficiali della stagione 1946-1947.

## Maglie
| Manica sinistra · Manica sinistra · Maglietta · Maglietta · Manica destra · Manica destra · Pantaloncini · Calzettoni |

## Rosa
| N. |                    | Ruolo | Calciatore            |
| -- | ------------------ | ----- | --------------------- |
|    | Francia (bandiera) | P     | Joseph Delbrun        |
|    | Francia (bandiera) | P     | Jacques Favre         |
|    | Italia (bandiera)  | P     | Consolato Geria       |
|    | Francia (bandiera) | P     | Alex Million          |
|    | Italia (bandiera)  | D     | Biagio Bobbio         |
|    | Francia (bandiera) | D     | Albert Chaniel        |
|    | Francia (bandiera) | D     | Jean-Baptiste Deltose |
|    | Francia (bandiera) | D     | Constant Emmanuelli   |
|    | Francia (bandiera) | D     | Michel Frusta         |
|    | Francia (bandiera) | D     | Jean Galliano         |
|    | Francia (bandiera) | D     | Félix Guerra          |
|    | Italia (bandiera)  | C     | Walter Carasso        |

| N. |                    | Ruolo | Calciatore       |
| -- | ------------------ | ----- | ---------------- |
|    | Francia (bandiera) | C     | Désiré Carré     |
|    | Francia (bandiera) | C     | Antoine Clerc    |
|    | Italia (bandiera)  | C     | Giovanni Donna   |
|    | Francia (bandiera) | C     | Léon Rossi       |
|    | Francia (bandiera) | C     | Roger Sabena     |
|    | Francia (bandiera) | A     | Paul Baudin      |
|    | Italia (bandiera)  | A     | Paolo Bravi      |
|    | Francia (bandiera) | A     | Maurice Castro   |
|    | Francia (bandiera) | A     | François Fassone |
|    | Francia (bandiera) | A     | Charles Merle    |
|    | Francia (bandiera) | A     | Paul Sella       |
|    | Spagna (bandiera)  | A     | Joaquín Valle    |